# František Augustin Slavík
František Augustin Slavík (29. srpna 1846 Domašín – 22. ledna 1919 Královské Vinohrady) byl český pedagog, literární historik a archeolog.

## Životopis
Narodil se 29. srpna roku 1846 v Domašíně u Vlašimi. Vychodil obecnou školu. V letech 1857–1863 studoval na gymnáziu v Benešově. V letech 1863–1867 studoval na vyšším akademickém gymnáziu v Praze, kde s výborným prospěchem složil maturitní zkoušku. V letech 1867–1870 studoval na Filozofické fakultě Univerzity Karlovy češtinu, němčinu a dějepis. Jako student se angažoval ve studentském spolku Ruch, což mu vyneslo i šestidenní vězení. Roku 1870 se stal suplujícím učitelem na české reálce v Praze. Také učil na průmyslové škole v Karlíně a na československé obchodní akademii v Praze (1872). V roce 1874 byl jmenován profesorem na reálce v Kutné Hoře. Za účelem sbírání písemností a památek z Kutnohorska založil přípravný výbor archeologického sboru Wocel. Pro svou činnost v archeologickém spolku se dostal do sporu s ředitelem Zachem, který si údajně neprávem nárokoval zásluhy na odkrytí starých fresek. Proto byl Slavík v září 1879 přeložen ze „služebních příčin” do Tábora. Pracoval ve společnosti věhlasných historiků Martinem Kolářem a Augustem Sedláčkem se kterým se spřátelil. Ten Slavíka zmiňuje i ve své knize Paměti mého života. Slavík zde působil v klubu přátel věd a umění a v kuratoriu městského muzea. Byl zakladatel spolku Blaník a organizátor slavnostního odvezení blanického kamene do základů Národního divadla. Pak byly zrušeny vyšší třídy na reálných gymnáziích a Slavík byl první obětí této změny. S Táborem se loučil nerad. Byl přeložen na českou reálku do Brna kde působil v letech 1889–1894. Zde vytvořil své dílo Vlastivěda moravská a obnovil Časopis matice moravské, který redigoval s Františkem Kameníčkem. Roku 1894 se stal ředitelem reálky Ústřední matice české v Hodoníně. Zde rozvinul bohatou přednáškovou činnost. Kvůli onemocnění „nervosou” musel odejít do výslužby. Odstěhoval se do Prahy, kde nemoc polevila a Slavík začal literárně pracovat. Od roku 1918 byl člen České akademie věd a umění a od roku 1913 člen Královské společnosti nauk. 
Zemřel 22. ledna 1919 na Královských Vinohradech u Prahy. Pochován byl ve svém rodišti v Domašíně u Vlašimi.
V roce 2006 mu byla v Domašíně odhalena pamětní deska.

### Rodina
Byl ženatý. Jeho chotí byla Gabriela Rybová, vnučka Jakuby Jana Ryby. Jejich syn PhDr. RNDr. František Slavík, mineralog a geolog, rektor Karlovy univerzity, byl vězněn v několika koncentračních táborech.

## Dílo
- Bratří čeští v Lešně – Sborník historický vydaný na oslavu desítiletého trvání Klubu historického v Praze[8]
- Dějiny českého studentstva (1874)[9]
- Morava a její obvody ve Slezsku po třicetileté válce (1892)[10]
- O Jednotě Bratří Českých (1874)[11]
- O Novém Rousinově (1891)[12]
- Panství kutnohorské (1882)[13]
- Panství táborské a bývalé poměry jeho poddaných (1884)[14]
- Pruské usilování o země české (2. vydání, František Šimáček, Praha, 1901)
- Selské povstání r. 1775 (Osvěta 1875)
- Staré znaky a pečeti městské a vesnické na Moravě a v jejích obvodech ve Slezsku (1906)[15]
- Cesty pana Lva z Rožmitála po západní Evropě 1465–1467 (1890)[16]
- Rožmitál a jeho okolí (Literární kruh, 1890; Rožmitál pod Třemšínem a jeho okolí: Literární klub,[17] 1930; Město Rožmitál pod Třemšínem, 2005; Garn, 2017)
- Dějiny města Vlašimě a jeho statku (Vlašim, 1889)

## Ottův slovník naučný
Přispíval do Ottova slovníku naučného pod značkou F. A. S. Je autorem nebo spoluautorem hesel:
- Abrahamité
- Adamité (část)
- Akademická legie
- Akademický čtenářský spolek